# IC 1559
IC 1559 ist eine linsenförmige Galaxie vom Hubble-Typ S0/a im  Sternbild Andromeda  am Nordsternhimmel. Sie ist schätzungsweise 212 Millionen Lichtjahre von der Milchstraße entfernt und hat einen Durchmesser von etwa 25.000 Lj. Sie bildet gemeinsam mit NGC 169 das wechselwirkende Galaxienpaar Arp 282 oder KPG 13.
Halton Arp gliederte seinen Katalog ungewöhnlicher Galaxien nach rein morphologischen Kriterien in Gruppen. Dieses Galaxienpaar gehört zu der Klasse Doppelgalaxien mit Einströmung und Anziehung.

Im selben Himmelsareal befindet sich u. a. die Galaxie NGC 160.
Das Objekt wurde am 18. September 1857 von dem irischen Astronomen R. J. Mitchell, einem Assistenten von William Parsons, entdeckt.